# Хризостом (Майдонис)
Епи́скоп Хризосто́м (греч. Επίσκοπος Χρυσόστομος в миру Дими́триос Майдо́нис греч. Δημήτριος Μαϊδώνης; род. 1956, Пломарион) — архиерей Александрийской православной церкви, епископ Букобский (с 2022).

## Биография
Родился в 1956 году в Пломарионе, на острове Лесбосе, в семье Панайотиса Майдониса и Мирсини Ферйадиоту. Окончил Ризарийскую богословскую школу и богословский институт Афинского университета. Также окончил Школу катехизаторов и отделение византийской музыки Греческой консерватории.
В 1982 году в Новом Ските на Афоне был пострижен в монашество, проходя послушание под руководством старца иеромонаха Спиридона (Ксеноса). В том же году митрополитом Иерисским Никодимом (Анагносту) в монастыре Святого Павла был хиротонисан во иеродиакона.
В 1983 году был хиротонисан во иеромонаха и назначен проповедником Иерисской, Святогорской и Ардамерийской митрополии.
В 1991 году был призван архиепископ Албанским Анастасием и два года состоял в клире Албанской православной церкви, занимаясь преподавательской деятельность в Дуресской богословской школе и был представителем архиепископ Анастасия в Аргирокастрийской епархии.
С 1990 года назначен протосинкеллом Иерисской митрополии. Был духовником монастыря Святого Косьмы Этолийского в Арнее, духовным советником Ассоциации православной молодёжи и уполномоченным Священного синода Элладской православной церкви по вопросам сект и парарелигий (с 2011 года — член Синодальной комиссии по сектам). Является автором трёх десятков книг.
5 октября 2012 года участвовал в качестве кандидата в выборах на должность управляющего Иерисской, Святогорской и Ардамерийской митрополии (набрал 14 из 76 голосов).
Перешёл в клир Александрийской православной церкви и 19 сентября 2020 года был назначен патриаршим эпитропом Букобской епархии.
12 февраля 2022 года Священным синодом Александрийской православной церкви был избран для рукоположения в сан епископа Букобского.
20 февраля 2022 года в монастыре святого Саввы состоялась его архиерейская хиротония, которую совершили: Папа и Патриарх Александрйиский Феодор II, митрополит Димитриадский Игнатий (Георгакопулос), митрополит Иерисский Феоклит (Афанасопулос), Пилусийский Наркисс (Гаммох), митрополит Аксумский Даниил (Биазис), епископ Тамиафский Герман (Галанис) и епископ Нилопольский Никодим (Тоткас).
В феврале 2024 года он назначен также временным управляющим новосозданной Кигальской и Руандской епархии.